# بئر شهداء
بئر شهداء (به عربی: بئر الشهداء) یک شهرداری در الجزایر است که در استان ام‌البواقی واقع شده‌است. بئر شهداء ۸٬۳۵۶ نفر جمعیت دارد.